# Baloncesto en los Juegos Olímpicos de París 2024
El baloncesto en los Juegos Olímpicos de París 2024 se realizó en el Estadio Pierre-Mauroy de Villeneuve-d'Ascq (fase de grupos) y la Arena Bercy de París (fase final), del 27 de julio al 11 de agosto de 2024. Los partidos de baloncesto 3×3 se efectuaron en la plaza de la Concordia.
Fueron disputados en este deporte cuatro torneos diferentes, dos masculinos (5×5 y 3×3) y dos femeninos (5×5 y 3×3).

## Calendario
El calendario de los 4 torneos es el siguiente:
| G | Fase de grupos | ¼ | Cuartos de final | ½ | Semifinales | B | Partido por medalla de bronce | F | Final por medalla de oro |

| Evento↓/Fecha → | Sáb 27 | Dom 28 | Lun 29 | Mar 30 | Mié 31 | Jue 1 | Vie 2 | Sáb 3 | Sáb 3 | Dom 4 | Dom 4 | Lun 5 | Lun 5 | Lun 5 | Mar 6 | Mié 7 | Jue 8 | Vie 9 | Sáb 10 | Sáb 10 | Dom 11 | Dom 11 |
| --------------- | ------ | ------ | ------ | ------ | ------ | ----- | ----- | ----- | ----- | ----- | ----- | ----- | ----- | ----- | ----- | ----- | ----- | ----- | ------ | ------ | ------ | ------ |
| 5×5 Masculino   | G      | G      |        | G      | G      |       | G     | G     | G     |       |       |       |       |       | ¼     |       | ½     |       | B      | F      |        |        |
| 5×5 Femenino    |        | G      | G      |        | G      | G     |       | G     | G     | G     | G     |       |       |       |       | ¼     |       | ½     |        |        | B      | F      |
| 3×3 Masculino   |        |        |        | G      | G      | G     | G     |       |       | G     | ¼     | ½     | B     | F     |       |       |       |       |        |        |        |        |
| 3×3 Femenino    |        |        |        | G      | G      | G     | G     | G     | ¼     |       |       | ½     | B     | F     |       |       |       |       |        |        |        |        |

## Clasificación

### Torneo masculino de 5×5
| Competición          | Competición          | Fecha                                   | Sede                      | Plazas | Equipos clasificados  |
| -------------------- | -------------------- | --------------------------------------- | ------------------------- | ------ | --------------------- |
| País anfitrión       | País anfitrión       | –                                       | –                         | 1      | Francia               |
| Copa Mundial         | África               | 25 de agosto – 10 de septiembre de 2023 | Filipinas Japón Indonesia | 1      | Sudán del Sur         |
| Copa Mundial         | América              | 25 de agosto – 10 de septiembre de 2023 | Filipinas Japón Indonesia | 2      | Canadá Estados Unidos |
| Copa Mundial         | Asia                 | 25 de agosto – 10 de septiembre de 2023 | Filipinas Japón Indonesia | 1      | Japón                 |
| Copa Mundial         | Europa               | 25 de agosto – 10 de septiembre de 2023 | Filipinas Japón Indonesia | 2      | Alemania Serbia       |
| Copa Mundial         | Oceanía              | 25 de agosto – 10 de septiembre de 2023 | Filipinas Japón Indonesia | 1      | Australia             |
| Torneo Preolímpico 1 | Torneo Preolímpico 1 | 2–7 de julio de 2024                    | Valencia · ( España)      | 1      | España                |
| Torneo Preolímpico 2 | Torneo Preolímpico 2 | 2–7 de julio de 2024                    | Riga ( Letonia)           | 1      | Brasil                |
| Torneo Preolímpico 3 | Torneo Preolímpico 3 | 2–7 de julio de 2024                    | El Pireo · ( Grecia)      | 1      | Grecia                |
| Torneo Preolímpico 4 | Torneo Preolímpico 4 | 2–7 de julio de 2024                    | San Juan ( Puerto Rico)   | 1      | Puerto Rico           |
| Total                | Total                |                                         |                           | 12     | 12                    |

1. ↑  Selecciones participantes:  España,  Líbano,  Angola,  Finlandia,  Polonia y  Bahamas.[7]
2. ↑  Selecciones participantes:  Letonia,  Georgia,  Filipinas,  Brasil,  Camerún y  Montenegro.[7]
3. ↑  Selecciones participantes:  Grecia,  Eslovenia,  Nueva Zelanda,  Croacia,  Egipto y  República Dominicana.[7]
4. ↑  Selecciones participantes:  Puerto Rico,  México,  Costa de Marfil,  Lituania,  Italia y  Baréin.[7]

### Torneo femenino de 5×5
| Competición          | Fecha                                   | Sede                 | Plazas | Equipos clasificados      |
| -------------------- | --------------------------------------- | -------------------- | ------ | ------------------------- |
| País anfitrión       | –                                       | –                    | 1      | Francia                   |
| Copa Mundial         | 22 de septiembre – 1 de octubre de 2022 | Australia            | 1      | Estados Unidos            |
| Torneo Preolímpico 1 | 8–11 de febrero de 2024                 | Xi'an ( China)       | 2      | China Puerto Rico         |
| Torneo Preolímpico 2 | 8–11 de febrero de 2024                 | Amberes · ( Bélgica) | 2      | Bélgica Nigeria           |
| Torneo Preolímpico 3 | 8–11 de febrero de 2024                 | Belém · ( Brasil)    | 3      | Australia Alemania Serbia |
| Torneo Preolímpico 4 | 8–11 de febrero de 2024                 | Sopron · ( Hungría)  | 3      | Japón España Canadá       |
| Total                |                                         |                      | 12     | 12                        |

1. ↑  Selecciones participantes (incluye una ya clasificada):  Puerto Rico,  China,  Nueva Zelanda y  Francia.[8]
2. ↑  Selecciones participantes (incluye una ya clasificada):  Senegal,  Estados Unidos,  Bélgica y  Nigeria.[8]
3. ↑  Selecciones participantes:  Brasil,  Alemania,  Serbia y  Australia.[8]
4. ↑  Selecciones participantes:  España,  Hungría,  Canadá y  Japón.[8]

### Torneo masculino de 3×3
| Método de clasificación                                                    | Fecha                  | Sede       | Plazas | Equipo clasificado          |
| -------------------------------------------------------------------------- | ---------------------- | ---------- | ------ | --------------------------- |
| País anfitrión                                                             | ―                      | ―          | 0      | ―                           |
| FIBA 3x3 World Ranking                                                     | 1 de noviembre de 2023 | ―          | 3      | Serbia Estados Unidos China |
| Torneo #1 de Clasificación Olímpica de Universalidad FIBA 3x3 2024 (UOQT1) | 12–14 de abril de 2024 | Hong Kong  | 1      | Letonia                     |
| Torneo #2 de Clasificación Olímpica de Universalidad FIBA 3x3 2024 (UOQT2) | 3–5 de mayo de 2024    | Utsunomiya | 1      | Países Bajos                |
| Torneo Clasificatorio Olímpico FIBA 3x3 2024                               | 16–19 de mayo de 2024  | Debrecen   | 3      | Francia Lituania Polonia    |
| Total                                                                      |                        |            | 8      |                             |

### Torneo femenino de 3×3
| Método de clasificación                                                    | Fecha                  | Sede       | Plazas | Equipos clasificados   |
| -------------------------------------------------------------------------- | ---------------------- | ---------- | ------ | ---------------------- |
| País anfitrión                                                             | —                      | —          | 1      | Francia                |
| FIBA 3x3 World Ranking                                                     | 1 de noviembre de 2023 | —          | 2      | China Estados Unidos   |
| Torneo #1 de Clasificación Olímpica de Universalidad FIBA 3x3 2024 (UOQT1) | 12–14 de abril de 2024 | Hong Kong  | 1      | Azerbaiyán             |
| Torneo #2 de Clasificación Olímpica de Universalidad FIBA 3x3 2024 (UOQT2) | 3–5 de mayo de 2024    | Utsunomiya | 1      | Australia              |
| Torneo Clasificatorio Olímpico FIBA 3x3 2024                               | 16–19 de mayo de 2024  | Debrecen   | 3      | Alemania España Canadá |
| Total                                                                      |                        |            | 8      |                        |

## Medallistas

### Masculino
| Evento                       | Oro                                                                                | Plata                                                                         | Bronce                                                                                 |
| ---------------------------- | ---------------------------------------------------------------------------------- | ----------------------------------------------------------------------------- | -------------------------------------------------------------------------------------- |
| Baloncesto (10 de agosto)    | Estados Unidos                                                                     | Francia                                                                       | Serbia                                                                                 |
| Baloncesto 3×3 (5 de agosto) | Países Bajos · Worthy de Jong · Jan Driessen · Arvin Slagter · Dimeo van der Horst | Francia · Lucas Dussoulier · Jules Rambaut · Franck Seguela · Timothé Vergiat | Lituania · Evaldas Džiaugys · Gintautas Matulis · Aurelijus Pukelis · Šarūnas Vingelis |

### Femenino
| Evento                       | Oro                                                                              | Plata                                                                               | Bronce                                                                           |
| ---------------------------- | -------------------------------------------------------------------------------- | ----------------------------------------------------------------------------------- | -------------------------------------------------------------------------------- |
| Baloncesto (10 de agosto)    | Estados Unidos                                                                   | Francia                                                                             | Australia                                                                        |
| Baloncesto 3×3 (5 de agosto) | Alemania · Svenja Brunckhorst · Sonja Greinacher · Elisa Mevius · Marie Reichert | España · Gracia Alonso de Armiño · Juana Camilión · Vega Gimeno · Sandra Ygueravide | Estados Unidos · Cierra Burdick · Dearica Hamby · Rhyne Howard · Hailey Van Lith |